# Особый район (КНР)
Особый район (кит. упр. 特区, пиньинь Tèqū, палл. тэцюй) — административная единица уездного уровня в Китайской Народной Республике.
Особые районы создавались в КНР в 1960-х годах как территории государственно-частного партнёрства. Обычно это были труднодоступные места в горах или джунглях, богатые полезными ископаемыми, для разработки которых требовалась частная инициатива. В 1970-х годах в КНР с аналогичными целями стали создаваться промышленно-сельскохозяйственные районы.

## Особые районы КНР
В настоящее время в КНР остался единственный особый район — Лючжи в городском округе Люпаньшуй провинции Гуйчжоу, который является одним из важнейших центров угледобычи Китая.